# Hoplopleura captiosa
Hoplopleura captiosa – gatunek wszy z rodziny Hoplopleuridae. Powoduje wszawicę. Występuje na różnych gatunkach drobnych gryzoni dzikich, najczęściej na różnych przedstawicielach myszowatych. Najczęściej stwierdzany na myszy domowej (Mus musculus)
Wszy te mają ciało silnie spłaszczone grzbietowo-brzusznie. Samica składa jaja zwane gnidami, które są mocowane specjalnym "cementem" u nasady włosa. Rozwój osobniczy trwa po wykluciu się z jaja około 14 dni. Pasożytuje na skórze. Kosmopolityczny.